# Jana Horáková
Jana Horáková, née le 4 septembre 1983 à Prostějov est une coureuse cycliste tchèque, spécialiste du bicycle motocross (BMX).

## Palmarès en BMX
- 2002
  -  Médaillée de bronze du championnat d'Europe de BMX
- 2003
  -  Championne d'Europe de BMX
- 2007
  -  Médaillée de bronze du championnat d'Europe de BMX
- 2012
  -  Médaillée d'argent des championnats d'Europe de BMX

## Palmarès en VTT
- 2004
  -  Championne du monde de four-cross
- 2008
  -  Médaillée d'argent du championnat du monde de four-cross
- 2010
  -  Médaillée d'argent du championnat du monde de four-cross